# Martadi
Martadi (en népalais : मार्तडी) est une ville du Népal située dans la zone de Seti et chef-lieu du district de Bajura. Au recensement de 2011, la ville comptait 8 807 habitants.